# Balogh W. Orsolya
Balogh W. Orsolya, sz. Wadolowski-Balogh Orsolya (Budapest, 1990. március 9. –) magyar író, újságíró.

## Életpályája
Tanulmányait a Minerva Gimnázium és Érettségizettek Szakközépiskolájában végezte, OKJ újságíró-fotóriporteri szakon. 
Tizenkét-tizenhárom éves kora óta ír, eleinte verseket, később novellákat.
2014 óta újságíróként tevékenykedik. 2014-től a Női Portál állandó munkatársa. 
2017-ben indította el saját spirituális, ezoterikus online újságját, az Árkádia magazint.
2018 decemberében jelent meg első ezoterikus-erotikus regénye, A zodiákus lány az I.P.C. kiadó gondozásában.
Külsős munkatársként dolgozott olyan magazinoknál, mint a Femcafe, SHE, és többször jelent meg cikke a Glamour magazinban. Jelenleg a Kiskegyed, Carrie és az Igazinő magazinoknál dolgozik külsősként.

## Könyvei
- A zodiákus lány (2018, ISBN 9789636356712)
- A 13. csillagjegy - A zodiákus lány (2019, ISBN 9789636357269)
- A szexéhes anyuka (2020, ISBN 9789636357542)